# Електричний годинник
Електричні годинники — були вперше запропоновані Штейнгелем в 1839 р. і Вітстоном і Беном в 1840 р. В даний час розрізняють чотири класи:
1. годинник з електричним приводом;
2. годинник з електричним регулюванням;
3. годинник з електричною перестановкою стрілок, або так звані. «Вторинні або симпатичні» годинник;
4. годинник з електричним заводом.

Істотною частиною всіх електронних годинників є електромагнітне пристосування, яке виконує одну чи кілька з перелічених 4-х функцій.
«Головні» електричні годинники являють собою звичайні маятниковий годинник, позбавлені заводу (гирьового або пружинного). Останній замінений електромагнітом, який служить також для регулювання годин. Електромагніт діє або 1) безпосередньо на маятник годинника, притягуючи його періодично (в годинах Гіппій, Бена, Вира, Гейст, Ребічека, Фері та ін.) або обертаючи маятник (годинник Тетері), або 2) на особливу пружину, яка, натягуючи, змушує коливатися маятник (в годинах Уден-Детуша, Кампіша та ін.), або на гирку, що приводить в рух маятник (годинник Арнольда і Стокгольмської обсерваторії). Тяжіння маятника, натяг пружини або підйом гирьки повинні відбуватися в певні моменти; для цього необхідно, щоб ланцюг струму, що протікає по обмотках електромагніту, переривалася і відбудуєш у відповідні моменти. Ця дія виробляє звичайно сам маятник, який забезпечений пристосуванням для періодичних замикань і розмикань. Найбільш поширений тип головних електричних годинників — це годинник швейцарського винахідника д-ра Гіппій (Hipp), які виготовляються заводом Peyer, Favarger et C-ie в Невшателі і влаштовані таким чином.